# Patinho Feio

O computador "Patinho Feio". O computador era operado a partir da inserção manual dos dados (bits).

O Patinho Feio é considerado o primeiro mini-computador brasileiro, totalmente projetado e construído no país. Foi projetado e construído na Escola Politécnica da USP, pela equipe do antigo Laboratório de Sistemas Digitais (atual Departamento de Engenharia de Computação e Sistemas Digitais), entre os anos de 1971 e 1972.

## Ficha técnica
- Microcomputador de 8 bits
- Memória principal: 8 kbytes
- Ciclo de máquina: 2 microssegundos
- Interfaces: unidade de fita de papel, impressora, terminal de vídeo e plotter
- Linguagem assembly